# ويليام ستون (سياسي)
ويليام ستون (بالإنجليزية: William Stone)‏ هو محامي وسياسي أمريكي، ولد في 4 سبتمبر 1842 في إيست ماتشياس في الولايات المتحدة، وتوفي في 22 مايو 1897 في نيويورك في الولايات المتحدة.